# WTA Barcelona
Das WTA-Turnier von Barcelona (offiziell: Barcelona Ladies Open) war ein Damen-Tennisturnier der WTA Tour, das ab 1972 in Barcelona ausgetragen wurde.
Von 1996 bis 2003 fand anstelle der Barcelona Ladies Open ein Turnier in Madrid statt. Mit der Turnierlizenz der WTA wird seit 2013 ein Turnier in Nürnberg ausgetragen.

## Siegerliste

### Einzel
| Jahr                          | Siegerin                | Finalgegnerin               | Ergebnis            |
| ----------------------------- | ----------------------- | --------------------------- | ------------------- |
| 1972                          | Gail Sherriff           | Nathalie Fuchs              | 6:1, 6:4            |
| 1973                          | keine Veranstaltung     | keine Veranstaltung         | keine Veranstaltung |
| 1974                          | Nathalie Fuchs          | Glynis Coles                | 7:5, 8:6            |
| 1975                          | keine Veranstaltung     | keine Veranstaltung         | keine Veranstaltung |
| 1976                          | Renáta Tomanová         | Virginia Ruzici             | 3:6, 6:4, 6:2       |
| 1977                          | keine Veranstaltung     | keine Veranstaltung         | keine Veranstaltung |
| 1978                          | Hana Mandlíková         | Sabina Simmonds             | 6:1, 5:7, 6:3       |
| 1979–84 keine Veranstaltung   |                         |                             |                     |
| 1985                          | Sandra Cecchini         | Raffaella Reggi             | 6:3, 6:4            |
| 1986                          | Petra Huber             | Laura Garrone               | 7:64, 6:0           |
| 1987 keine Veranstaltung      |                         |                             |                     |
| 1988                          | Neige Dias              | Bettina Fulco               | 6:3, 6:3            |
| 1989                          | Arantxa Sánchez Vicario | Helen Kelesi                | 6:2, 5:7, 6:1       |
| 1990                          | Arantxa Sánchez Vicario | Isabel Cueto                | 6:4, 6:2            |
| 1991                          | Conchita Martínez       | Manuela Maleeva             | 6:4, 6:1            |
| 1992                          | Monica Seles            | Arantxa Sánchez Vicario     | 3:6, 6:2, 6:3       |
| 1993                          | Arantxa Sánchez Vicario | Conchita Martínez           | 6:1, 6:4            |
| 1994                          | Arantxa Sánchez Vicario | Iva Majoli                  | 6:0, 6:2            |
| 1995                          | Arantxa Sánchez Vicario | Iva Majoli                  | 5:7, 6:0, 6:2       |
| 1996–2006 keine Veranstaltung |                         |                             |                     |
| 2007                          | Meghann Shaughnessy     | Edina Gallovits             | 6:3, 6:2            |
| 2008                          | Marija Kirilenko        | María José Martínez Sánchez | 6:0, 6:2            |
| ↓ Kategorie: International ↓  |                         |                             |                     |
| 2009                          | Roberta Vinci           | Marija Kirilenko            | 6:0, 6:4            |
| 2010                          | Francesca Schiavone     | Roberta Vinci               | 6:1, 6:1            |
| 2011                          | Roberta Vinci           | Lucie Hradecká              | 4:6, 6:2, 6:2       |
| 2012                          | Sara Errani             | Dominika Cibulková          | 6:2, 6:2            |

### Doppel
| Jahr                          | Siegerinnen                                        | Finalgegnerinnen                                   | Ergebnis           |
| ----------------------------- | -------------------------------------------------- | -------------------------------------------------- | ------------------ |
| 1972                          | Gail Sherriff Nathalie Fuchs                       | Michele Gurdal Monique Van Haver                   | 6:4, 6:2           |
| 1973–1975 keine Veranstaltung |                                                    |                                                    |                    |
| 1976                          | Florența Mihai Pat Medrado                         | Nathalie Fuchs Michele Gurdal                      | 6:2, 6:4           |
| 1977 keine Veranstaltung      |                                                    |                                                    |                    |
| 1978                          | unbekannt                                          | unbekannt                                          | unbekannt          |
| 1979–1984 keine Veranstaltung |                                                    |                                                    |                    |
| 1985                          | Petra Delhees Pat Medrado                          | Penny Barg Adriana Villagrán                       | 6:1, 6:0           |
| 1986                          | Iva Budařová Catherine Tanvier                     | Petra Huber Petra Keppeler                         | 6:2, 6:1           |
| 1987 keine Veranstaltung      |                                                    |                                                    |                    |
| 1988                          | Iva Budařová Sandra Wasserman                      | Anna-Karin Olsson Maria Jose Llorca                | 1:6, 6:3, 6:2      |
| 1989                          | Jana Novotná Tine Scheuer-Larsen                   | Arantxa Sánchez Vicario Judith Wiesner             | 6:2, 2:6, 7:63     |
| 1990                          | Mercedes Paz Arantxa Sánchez Vicario               | Sabrina Goleš Patricia Tarabini                    | 6:77, 6:2, 6:1     |
| 1991                          | Martina Navratilova Arantxa Sánchez Vicario        | Nathalie Tauziat Judith Wiesner                    | 6:1, 6:3           |
| 1992                          | Conchita Martínez Arantxa Sánchez Vicario          | Nathalie Tauziat Judith Wiesner                    | 6:4, 6:1           |
| 1993                          | Conchita Martínez Arantxa Sánchez Vicario          | Magdalena Maleewa Manuela Maleeva                  | 4:6, 6:1, 6:0      |
| 1994                          | Larisa Neiland Arantxa Sánchez Vicario             | Julie Halard Nathalie Tauziat                      | 6:2, 6:4           |
| 1995                          | Larisa Neiland Arantxa Sánchez Vicario             | Mariaan de Swardt Iva Majoli                       | 7:5, 4:6, 7:5      |
| 1996–2006 keine Veranstaltung |                                                    |                                                    |                    |
| 2007                          | Nuria Llagostera Vives Arantxa Parra Santonja      | Lourdes Domínguez Lino Flavia Pennetta             | 7:63, 2:6, [12:10] |
| 2008                          | Lourdes Domínguez Lino Arantxa Parra Santonja      | Nuria Llagostera Vives María José Martínez Sánchez | 4:6, 7:5, [10:4]   |
| ↓ Kategorie: International ↓  |                                                    |                                                    |                    |
| 2009                          | Nuria Llagostera Vives María José Martínez Sánchez | Sorana Cîrstea Andreja Klepač                      | 3:6, 6:2, [10:8]   |
| 2010                          | Sara Errani Roberta Vinci                          | Timea Bacsinszky Tathiana Garbin                   | 6:1, 3:6, [10:2]   |
| 2011                          | Iveta Benešová Barbora Záhlavová-Strýcová          | Natalie Grandin Vladimíra Uhlířová                 | 5:7, 6:4, [11:9]   |
| 2012                          | Sara Errani Roberta Vinci                          | Flavia Pennetta Francesca Schiavone                | 6:0, 6:2           |